# Bošnjačka zajednica kulture Preporod
Bošnjačka zajednica kulture Preporod (BZK Preporod), središnja je kulturna ustanova Bošnjaka u Bosni i Hercegovini i svijetu.

## Povijest
Povijest Preporoda počinje 20. veljače 1903. godine osnivanjem kulturno-prosvjetnog i humanitarnog društva Gajret, koje je predstavljalo društvo za potpomaganje muslimanskih učenika i studenata, čiji je jedan od osnivača i prvi predsjednik bio dr. Safvet-beg Bašagić. Dana 19. listopada 1924. godine u prostorijama Jugoslavenskog muslimanskog kluba u Sarajevu, bivšoj čitaonici u naselju Bentbaši, na istom mjestu gdje je 1903. osnovan "Gajret", održana je osnivačka skupština društva Narodna uzdanica, drugog ključno važnog muslimanskog kulturno-prosvjetnog društva koje čini preteču i službenog pravnog prethodnika današnjeg "Preporoda". Usprkos ranijim pokušajima ujedinjenja "Gajret" i "Narodna uzdanica" djelovali su usporedo sve do 1945. godine, kad je 13. rujna održana osnivačka skupština novog, jedinstvenog Kulturnog društva Muslimana "Preporod", a koje će pod ovim imenom djelovati do 1949. godine, kad nove vlasti ukidaju "Preporod", zajedno s drugim nacionalnim kulturnim društvima u Bosni i Hercegovini.
Rad Bošnjačke zajednice kulture "Preporod" kao službenog pravnog sljednika društava "Gajret" i "Narodna uzdanica", odnosno poratnog jedinstvenog društva "Preporod", nastavljen je 5. listopada 1990. godine na obnoviteljskoj skupštini održanoj u sarajevskoj Vijećnici.
Glavno sjedište BZK "Preporod" je u Sarajevu, a diljem Bosne i Hercegovine postoji više od 60 podružnica – općinskih, gradskih i regionalnih društava, uz istovrijedna društva pod imenom "Preporoda" u više zemalja bivše Jugoslavije, u Europi i svijetu, odnosno u brojnim sredinama u kojima žive Bošnjaci i bošnjačka dijaspora.

## Predsjednici
| #  | ime                            | u uredu | u uredu |
| -- | ------------------------------ | ------- | ------- |
| 1. | Zaim Šarac(1892. – 1965.)      | 1945.   | 1946.   |
| 2. | Derviš Tafro(1899. – 1981.)    | 1946.   | 1949.   |
| 3. | Muhsin Rizvić(1930. – 1994.)   | 1990.   | 1993.   |
| 4. | Enes Duraković(r. 1947.)       | 1993.   | 1994.   |
| 5. | Munih Maglajlić(1945. – 2015.) | 1994.   | 2001.   |
| 6. | Šaćir Filandra(r. 1961.)       | 2001.   | 2010.   |
| 7. | Senadin Lavić(r. 1965.)        | 2010.   | 2019.   |
| 8. | Sanjin Kodrić(r. 1978.)        | 2019.   |         |

## Vanjske poveznice
- Službene stranice  Arhivirana inačica izvorne stranice od 5. travnja 2017. (Wayback Machine)